# Nordlig karminbiätare
Nordlig karminbiätare (Merops nubicus) är en fågel i familjen biätare inom ordningen praktfåglar.

## Utseende och läte
Nordlig karminbiätare är en färgglad, slank fågel. Fjäderdräkten är övervägande karminröd bortsett från grönblått på huvud och strupe och en tydlig svart mask över ögat. Ögonen är röda, den spetsiga och nedåtböjda näbben svart och på stjärten syns förlängda centrala stjärtpennor.
Könen är lika, medan ungfågeln är mer skärbrun på mantel och undersida samt saknar de förlängda stjärtpennorna.

## Utbredning och systematik
Fågeln häckar på savann och gräsmarker söder om Sahara i Afrika. Den behandlas som monotypisk, det vill säga att den inte delas in i några underarter.

### Släktskap
Tidigare behandlades den som samma art som sydlig karminbiätare. De båda arternas utbredningsområden överlappar endast i södra Kenya och norra Tanzania där de uppträder tillsammans utanför häckningstid. Förutom sydlig karminbiätare visar DNA-studier att arten även är nära släkt med rosenbiätare och vitstrupig biätare.

## Levnadssätt
Den är kolonihäckare som placerar boet i jordhålor i vallar och flodbanker.

## Status och hot
Arten har ett stort utbredningsområde och en stor population, men tros minska i antal, dock inte tillräckligt kraftigt för att den ska betraktas som hotad. Internationella naturvårdsunionen IUCN listar därför arten som livskraftig (LC).

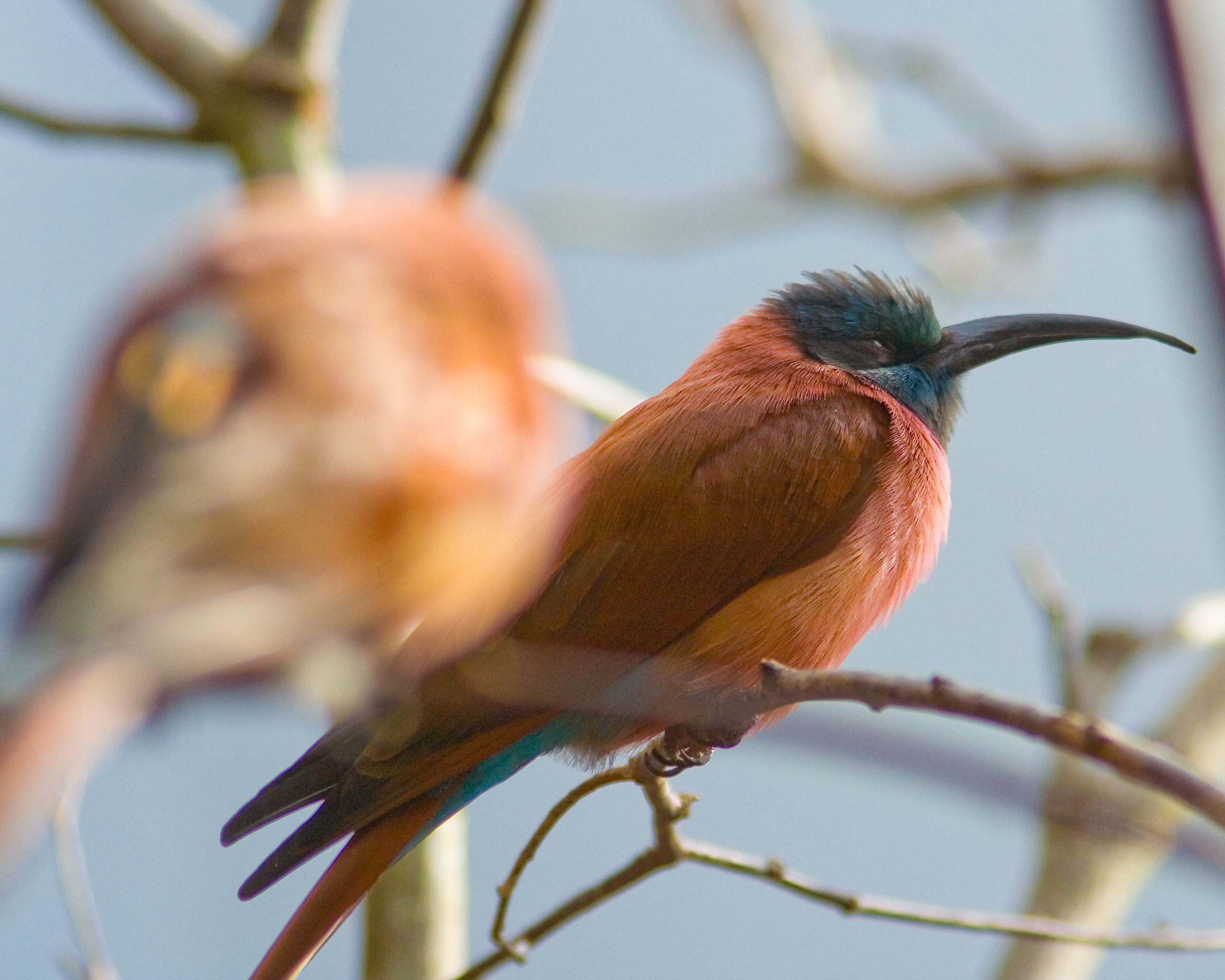
På Oregon Zoo Portland
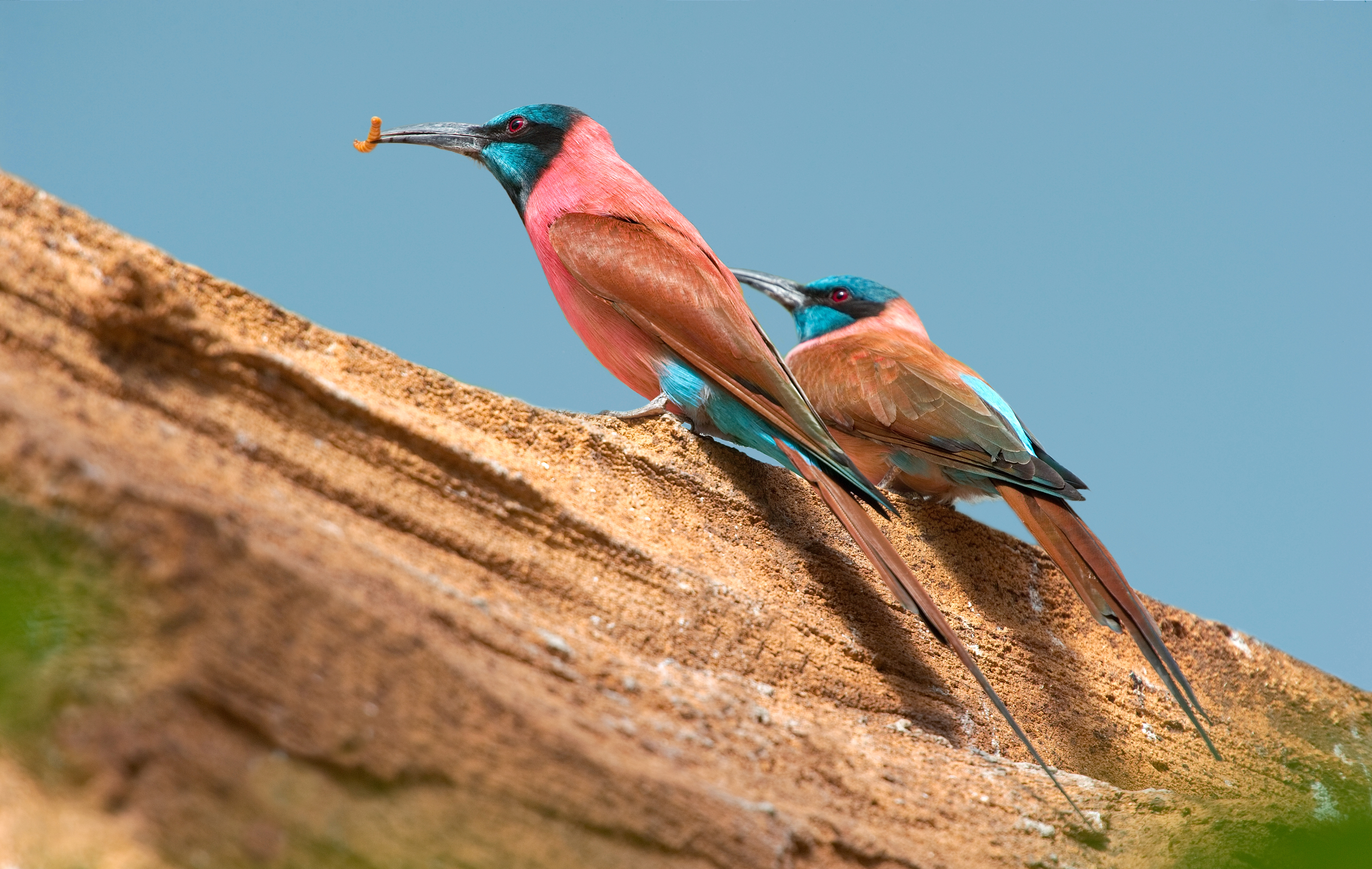
På zoo i Belgien